# Слідство веде Емма Філдінг
«Слідство веде Емма Філдінг» (англ. Emma Fielding Mysteries) — американській мінісеріал, три епізоди якого вийшли 2017, 2018 та 2019 року на каналі Hallmark. У головній ролі детектива-любителя Емми Філдінг знялася акторка Кортні Торн-Сміт. Телефільм знятий за творами американського археолога-письменниці Дани Кемерон: «Невидиме місце» (2002), «Помста з минулого» (2003), «Гіркіше за смерть» (2005).
Сюжет заснований на приватних детективних розслідуваннях таємничих убивств, які проводить археолог Емма Філдінг за допомогою свого друга, спеціального агента ФБР Джима Коннора. Емма — молода активна жінка, яка пішла по стопах свого батька-археолога, що останні роки свого життя присвятив пошукам перших європейських поселенців в Америці.

## Список епізодів
| Епізод | Назва                                            | Дата прем'єри  | Режисер     | Сценарист     |
| --- | ------------------------------------------------ | -------------- | ----------- | ------------- |
| 1 | «Невидиме місце» англ. Site Unseen               | 4 червня 2017  | Дуглас Берр | Сьюзетт Кутюр |
| У першому епізоді Емма Філдінг під час розкопок знаходить людське тіло, і стає підозрюваною в убивстві. Для очищення власного ім'я археолог розпочинає приватне розслідування за допомогою свого друга з ФБР.                                          |                                                  |                |             |               |
| 2 | «Помста з минулого» англ. Past Malice            | 14 січня 2018  | Кевін Фейр  | Феф Саттон    |
| У замку Чандлер зникають цінні артефакти, а професора Вебстера, який їх знайшов, убивають у секретній кімнаті відьом 1680 року. |                                                  |                |             |               |
| 3 | «Гіркіше за смерть» англ. More Bitter Than Death | 10 лютого 2019 | Кевін Фейр  | Феф Саттон    |
| Емма Філдінг викладає в Кензер-коледжі, де має відбутися чергове засідання Асоціації археологів Америки. Але чинного президента асоціації знаходять мертвим, в коледжі стається пожежа, зникає цінний музейний експонат, відбуваються інші дивні речі. |                                                  |                |             |               |

## Акторський склад
- Кортні Торн-Сміт — Емма Філдінг
- Джеймс Таппер — Спеціальний агент Джим Коннор
- Мартін Каммінс — Тоні Маркем
- Адам Дімарко — Джо
- Тесс Аткінс — Кері
- Сітара Г'юїтт — Адель Фішер
- Кімберлі Сустад — Перрі Квінн
- Вільям Макдональд — Шерман Арлінгтон
- Вінсент Ґейл — Професор Томас Вебстер
- Престон Вандерслайс — Брей Чендлер
- Суніта Прасад — Джессіка
- Джошуа Гінксон — Оґі
- Наталі фон Ротсбурґ — лікар швидкої допомоги
- Лінн Джонсон — Полін Філдінг
- Ендрю Кавадас — Тіхнор
- Джессіка Гіфі — Ніккі
- Лорні Кардинал — шеріф Стеннард
- Пану — шеріф Ґуд
- Фульвіо Чечере — Себастіан
- Едвін Перес — судмедексперт
- Бен Вілкінсон — Віктор Бредфорд
- Деніел Брюс — Волдон Чендлер
- Марк Веллі — Дункан Тетчер

## Виробництво
Серіал знятий компанією Muse Entertainment Enterprises, дистриб'ютор — Muse Distribution International.
Основою для мінісеріала послужили три книги Дани Кемерон — американської археологині, авторки популярних творів у жанрі кримінальної фантастики та міського фентезі. У циклі книг про пригоди Емми Філдінг існує ще три твори: «Grave Consequences» (2002), «A Fugitive Truth» (2004) та «Ashes and Bones» (2006).